# Koty (województwo śląskie)

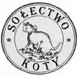
Pieczęć Kotów

Koty (wcześniej: Kot, niem. Koten, Kotten, Kottenlust) – wieś w Polsce położona w województwie śląskim, w powiecie tarnogórskim, w gminie Tworóg.
W latach 1975–1998 miejscowość należała administracyjnie do województwa katowickiego.

## Położenie
Koty, otoczone wokół lasem sosnowym, położone są w pobliżu drogi krajowej nr 11, przy drodze powiatowej z Tworoga do Krupskiego Młyna. Przez miejscowość przepływa rzeka Stoła, do której wpływają tutaj Bielawa, Blaszynówka oraz Dębnica.

## Nazwa
Nazwa miejscowości wywodzi się od nazwiska kuźnika Kota, który miał tu przy rzece Stole prowadzić swój zakład kuźniczy. Walenty Roździeński w swoim poemacie Officina ferraria z początku XVII w. pisze „Kotowska kuźnica” oraz „u Kota".
Pierwotna polska nazwa miejscowości brzmiała Kot, z czasem przekształciła się gwarowo w Koty. W czasach pruskich miejscowość nazywała się Koten / Kotten, a od przełomu lat 80. i 90. XIX w. Kottenlust, po przyłączeniu sąsiedniej wsi Wesoła (niem. Wessola).
Polska nazwa Kot została zmieniona urzędowo na Koty z dniem 12 stycznia 1993 roku.

## Części wsi
| SIMC    | Nazwa  | Rodzaj    |
| ------- | ------ | --------- |
| 0223310 | Wesoła | część wsi |

## Historia
Koty wyrosły jako osada przy kuźnicy żelaza funkcjonującej tutaj już w 1530 r. Stanowiły część dóbr tworoskich od czasu utworzenia tychże w 1660 r. i pozostawały prywatną własnością panów Tworoga do 1945 r. Miejscowy zakład hutniczy w różnej formie funkcjonował tutaj do połowy XIX w.
Na początku Koty leżały w granicach księstwa opolsko-raciborskiego, będącego częścią Monarchii Habsburgów. Od 1742 r. przynależały do Królestwa Prus, a od 1918 r. do Rzeszy Niemieckiej. Mimo że podczas plebiscytu górnośląskiego zdecydowana większość mieszkańców wsi głosowała za przyłączeniem do Polski, Koty znalazły się w granicach ówczesnego państwa polskiego dopiero po II wojnie światowej.
Parafię Koty z kaplicami filialnymi w Tworogu i Potępie ustanowiono w 1687 r. staraniem hrabiego Jana Franciszka Verdugo, owcześnego właściciela dóbr tworoskich. Istniejący wtedy drewniany kościół był do tamtej pory filią parafii wielowiejskiej. Stojący tu obecnie i wpisany do rejestru zabytków murowany kościół wzniesiono w stylu barokowym w latach 1714–1715, a jego fundatorami byli Jan Leopold oraz Zygfryd Verdugo, synowie hrabiego Jana Franciszka. Krótko potem to Koty stały się filią parafii w Tworogu, by ponownie stać się samodzielną parafią w XX w.